# Leucopis szepligetii
Leucopis szepligetii är en tvåvingeart som beskrevs av Aczel 1937. Leucopis szepligetii ingår i släktet Leucopis och familjen markflugor. Inga underarter finns listade i Catalogue of Life.